# Calendari mundial UCI 2010
El Calendari mundial UCI 2010 és la segona edició del sistema de classificació posat en marxa per la Unió Ciclista Internacional (UCI) el 2009. La primera de les curses a disputar-se és el Tour Down Under, amb inici el 19 de gener, i consta de 13 curses per etapes i 13 curses d'un sol dia, finalitzant amb el Giro de Llombardia, el 16 d'octubre.
Respecte al 2009 hi ha la incorporació de dues noves curses, el Gran Premi Ciclista del Quebec i el Gran Premi Ciclista de Mont-real, dues curses de nova creació i que es disputen al Canadà durant el mes de setembre i que s'han afegit a l'UCI ProTour. Aquestes dues curses, junt amb la cursa inaugural, són les úniques que es disputen fora d'Europa.

## Objectius
L'objectiu d'aquesta classificació és determinar quin és el millor ciclista i quin és el millor equip de la temporada ciclista del 2010. Així mateix la classificació per equips permetrà designar els equips que poden alinear nou corredors durant la cursa en línia del Campionat del món de ciclisme en ruta del 2010, privilegi reservat als 10 primers de la classificació.

## Proves
Formen part del calendari mundial les 14 proves d'UCI ProTour més les 10 proves anomenades "històriques" (les tres grans voltes, dues curses per etapes de començament de temporada i cinc clàssiques d'un dia)
| Cursa                         | Data              | Vencedor                              | Segon                                 | Tercer                                | Altres punts (4a posició i següents)                              | Punts per etapes |
| ----------------------------- | ----------------- | ------------------------------------- | ------------------------------------- | ------------------------------------- | ----------------------------------------------------------------- | ---------------- |
| Tour Down Under               | 19 - 24 gener     | André Greipel (GER) · (100 pts)       | Luis León Sánchez (ESP) · (80 pts)    | Greg Henderson (NZL) · (70 pts)       | 60, 50, 40, 30, 20, 10, 4                                         | 6, 4, 2, 1, 1    |
| París–Niça                    | 7 - 14 març       | Alberto Contador (ESP) · (100 pts)    | Alejandro Valverde (ESP) · (80 pts)   | Luis León Sánchez (ESP) · (70 pts)    | 60, 50, 40, 30, 20, 10, 4                                         | 6, 4, 2, 1, 1    |
| Tirrena-Adriàtica             | 10 - 16 març      | Stefano Garzelli (ITA) · (100 pts)    | Michele Scarponi (ITA) · (80 pts)     | Cadel Evans (AUS) · (70 pts)          | 60, 50, 40, 30, 20, 10, 4                                         | 6, 4, 2, 1, 1    |
| Milà-Sanremo                  | 20 març           | Óscar Freire (ESP) · (100 pts)        | Tom Boonen (BEL) · (80 pts)           | Alessandro Petacchi (ITA) · (70 pts)  | 60, 50, 40, 30, 20, 10, 4                                         | -                |
| Volta a Catalunya             | 22 - 28 març      | Joaquim Rodríguez (CAT) · (100 pts)   | Xavier Tondo (CAT) · (80 pts)         | Rein Taaramäe (EST) · (70 pts)        | 60, 50, 40, 30, 20, 10, 4                                         | 6, 4, 2, 1, 1    |
| Gant-Wevelgem                 | 28 març           | Bernhard Eisel (AUT) · (80 pts)       | Sep Vanmarcke (BEL) · (60 pts)        | Philippe Gilbert (BEL) · (50 pts)     | 40, 30, 22, 14, 10, 6, 2                                          | -                |
| Tour de Flandes               | 4 abril           | Fabian Cancellara (SUI) · (100 pts)   | Tom Boonen (BEL) · (80 pts)           | Philippe Gilbert (BEL) · (70 pts)     | 60, 50, 40, 30, 20, 10, 4                                         | -                |
| Volta al País Basc            | 5 - 10 abril      | Chris Horner (USA) · (100 pts)        | Alejandro Valverde (ESP) · (80 pts)   | Beñat Intxausti (ESP) · (70 pts)      | 60, 50, 40, 30, 20, 10, 4                                         | 6, 4, 2, 1, 1    |
| París–Roubaix                 | 11 abril          | Fabian Cancellara (SUI) · (100 pts)   | Thor Hushovd (NOR) · (80 pts)         | Joan Antoni Flecha (ESP) · (70 pts)   | 60, 50, 40, 30, 20, 10, 4                                         | -                |
| Amstel Gold Race              | 18 abril          | Philippe Gilbert (BEL) · (80 pts)     | Ryder Hesjedal (CAN) · (60 pts)       | Enrico Gasparotto (ITA) · (50 pts)    | 40, 30, 22, 14, 10, 6, 2                                          | -                |
| Fletxa Valona                 | 21 abril          | Cadel Evans (AUS) · (80 pts)          | Joaquim Rodríguez (ESP) · (60 pts)    | Alberto Contador (ESP) · (50 pts)     | 40, 30, 22, 14, 10, 6, 2                                          | -                |
| Lieja-Bastogne-Lieja          | 25 abril          | Aleksandr Vinokúrov (KAZ) · (100 pts) | Aleksandr Kólobnev (RUS) · (80 pts)   | Alejandro Valverde (ESP) · (70 pts)   | 60, 50, 40, 30, 20, 10, 4                                         | -                |
| Tour de Romandia              | 27 abril - 2 maig | Alejandro Valverde (ESP) · (100 pts)  | Simon Spilak (SLO) · (80 pts)         | Denís Ménxov (RUS) · (70 pts)         | 60, 50, 40, 30, 20, 10, 4                                         | 6, 4, 2, 1, 1    |
| Giro d'Itàlia                 | 8 - 30 maig       | Ivan Basso (ITA) · 170 pts            | David Arroyo (ESP) · 130 pts          | Vincenzo Nibali (ITA) · 100 pts       | 90, 80, 70, 60, 52, 44, 38, 32, 26, 22 18, 14, 10, 8, 6, 4, 2     | 16, 8, 4, 2, 1   |
| Critèrium del Dauphiné Libéré | 6 - 13 juny       | Janez Brajkovič (SLO) · 100 pts       | Alberto Contador (ESP) · 80 pts       | Tejay van Garderen (USA) · 70 pts     | 60, 50, 40, 30, 20, 10, 4                                         | 6, 4, 2, 1, 1    |
| Volta a Suïssa                | 12 - 20 juny      | Fränk Schleck (LUX) · 100 pts         | Lance Armstrong (USA) · 80 pts        | Jakob Fuglsang (DEN) · 70 pts         | 60, 50, 40, 30, 20, 10, 4                                         | 6, 4, 2, 1, 1    |
| Tour de França                | 3 - 25 juliol     | Alberto Contador (ESP) · 200 pts      | Andy Schleck (LUX) · 150 pts          | Denís Ménxov (RUS) · 120 pts          | 110, 100, 90, 80, 70, 60, 50, 40, 30, 24, 20, 16, 12, 10, 8, 6, 4 | 20, 10, 6,4, 2   |
| Clàssica de Sant Sebastià     | 31 juliol         | Luis León Sánchez (ESP) · 80 pts      | Aleksandr Vinokúrov (KAZ) · 60 pts    | Carlos Sastre (ESP) · 50 pts          | 40, 30, 22, 14, 10, 6, 2                                          | -                |
| Volta a Polònia               | 1 - 7 agost       | Daniel Martin (IRL) · (100 pts)       | Grega Bole (SLO) · (80 pts)           | Bauke Mollema (P.B.) · (70 pts)       | 60, 50, 40, 30, 20, 10, 4                                         | 6, 4, 2, 1, 1    |
| Vattenfall Cyclassics         | 15 agost          | Tyler Farrar (USA) · (80 pts)         | Edvald Boasson Hagen (NOR) · (60 pts) | André Greipel (GER) · (50 pts)        | 40, 30, 22, 14, 10, 6, 2                                          | -                |
| Tour del Benelux              | 17 - 24 agost     | Tony Martin (GER) · (100 pts)         | Koos Moerenhout (NED) · (80 pts)      | Edvald Boasson Hagen (NOR) · (70 pts) | 60, 50, 40, 30, 20, 10, 4                                         | 6, 4, 2, 1, 1    |
| GP Ouest France-Plouay        | 22 agost          | Matthew Goss (AUS) · (80 pts)         | Tyler Farrar (USA) · (60 pts)         | Yoann Offredo (FRA) · (50 pts)        | 40, 30, 22, 14, 10, 6, 2                                          | -                |
| Volta a Espanya               | 28 agost - 19 set | Vincenzo Nibali (ITA) · (170 pts)     | Ezequiel Mosquera (ESP) · (130 pts)   | Peter Velits (SVK) · (100 pts)        | 90, 80, 70, 60, 52, 44, 38, 32, 26, 22 18, 14, 10, 8, 6, 4, 2     | 16, 8, 4, 2, 1   |
| GP de Quebec                  | 10 setembre       | Thomas Voeckler (FRA) · (80 pts)      | Edvald Boasson Hagen (NOR) · (60 pts) | Robert Gesink (NED) · (50 pts)        | 40, 30, 22, 14, 10, 6, 2                                          | -                |
| GP de Mont-real               | 12 setembre       | Robert Gesink (NED) · (80 pts)        | Peter Sagan (SVK) · (60 pts)          | Ryder Hesjedal (CAN) · (50 pts        | 40, 30, 22, 14, 10, 6, 2                                          | -                |
| Giro de Llombardia            | 16 octubre        | Philippe Gilbert (BEL) · (100 pts)    | Michele Scarponi (ITA) · (80 pts)     | Pablo Lastras (ESP) · (70 pts)        | 60, 50, 40, 30, 20, 10, 4                                         | -                |

## Classificacions finals
Font:
El 31 de maig de 2010 l'UCI va anul·lar els resultats i els punts obtinguts per l'aleshores líder de la classificació, Alejandro Valverde, en rebre una suspensió de dos anys per estar involucrat en l'Operació Port. La suspensió de dos anys començava l'1 de gener de 2010. Els seus punts també foren eliminats de la classificació per equips i país. Els seus punts foren redistribuïts a altres ciclistes.
El febrer de 2012 Alberto Contador va veure com li eren anul·lats els seus resultats a partir del Tour de França de 2010, sent redistribuïts a altres ciclistes. Contadorva baixar de la segona a la tretzena posició final.

### Individual
| Posició | Nom                        | Equip                       | Punts |
| ------- | -------------------------- | --------------------------- | ----- |
| 1       | Joaquim Rodríguez (CAT)    | Team Katusha                | 561   |
| 2       | Philippe Gilbert (BEL)     | Omega Pharma-Lotto          | 437   |
| 3       | Luis León Sánchez (ESP)    | Caisse d'Epargne            | 413   |
| 4       | Cadel Evans (AUS)          | BMC Racing Team             | 390   |
| 5       | Vincenzo Nibali (ITA)      | Liquigas                    | 390   |
| 6       | Robert Gesink (NED)        | Rabobank ProTeam            | 379   |
| 7       | Ryder Hesjedal (CAN)       | Garmin-Barracuda            | 317   |
| 8       | Samuel Sánchez (ESP)       | Euskaltel–Euskadi           | 311   |
| 9       | Andy Schleck (LUX)         | Team Saxo Bank              | 308   |
| 10      | Tyler Farrar (USA)         | Garmin-Barracuda            | 306   |
| 11      | Aleksandr Vinokúrov (KAZ)  | Astana Qazaqstan Team       | 287   |
| 12      | Michele Scarponi (ITA)     | GW Erco Shimano             | 283   |
| 13      | Alberto Contador (ESP)     | Astana Qazaqstan Team       | 260   |
| 14      | Fabian Cancellara (SUI)    | Team Saxo Bank              | 254   |
| 15      | Denis Menchov (RUS)        | Rabobank ProTeam            | 251   |
| 16      | Fränk Schleck (LUX)        | Team Saxo Bank              | 230   |
| 17      | Edvald Boasson Hagen (NOR) | Team Saxo Bank              | 228   |
| 18      | Chris Horner (USA)         | Team RadioShack             | 226   |
| 19      | Tom Boonen (BEL)           | Quick-Step Alpha Vinyl Team | 216   |
| 20      | André Greipel (GER)        | Team HTC-High Road          | 211   |

- 278 ciclistes van aconseguir puntuar.[6] A banda, Marek Rutkiewicz de l'equip nacional polonès acabà setè en la classificació final de la Volta a Polònia, però en no ser un equip ProTeam no se li atorgaren els punts.

### Equips
La classificació per equips està calculada a partir de la suma dels cinc millors ciclistes de cada equip a la classificació individual. Equips amb la mateixa puntuació estan situats segons el millor ciclista en la classificació individual.
| Posició | Equip                       | Punts | 5 millor ciclistes                                                                  |
| ------- | --------------------------- | ----- | ----------------------------------------------------------------------------------- |
| 1       | Team Saxo Bank              | 1055  | A. Schleck (308), Cancellara (254), F. Schleck (230), Porte (133), Fuglsang (130)   |
| 2       | Liquigas                    | 1006  | Nibali (390), Basso (206), Kreuziger (206), P. Sagan (111), Bennati (93)            |
| 3       | Rabobank ProTeam            | 906   | Gesink (379), Menchov (251), Freire (127), Mollema (104), Moerenhout (87)           |
| 4       | Team Katusha                | 910   | Rodríguez (561), McEwen (105), Karpets (102), Kolobnev (82), Pozzato (60)           |
| 5       | Team HTC-High Road          | 855   | Greipel (211), Cavendish (198), Martin (179), Pinotti (140), Velits (127)           |
| 6       | Garmin-Barracuda            | 849   | Hesjedal (317), Farrar (306), Martin (106), Danielson (64), Tuft (56)               |
| 7       | Omega Pharma-Lotto          | 784   | Gilbert (437), Van Den Broeck (179), Péraud (80), Roelandts (58), Scheirlinckx (30) |
| 8       | Astana Qazaqstan Team       | 768   | Vinokúrov (287), Contador (260), Iglinski (117), Gasparotto (56), Davis (48)        |
| 9       | Caisse d'Epargne            | 721   | Sánchez (413), Arroyo (132), Lastras (74), Plaza (56), Rojas (46)                   |
| 10      | BMC Racing Team             | 661   | Evans (390), Ballan (86), Hincapie (80), Morabito (61), Santambrogio (44)           |
| 11      | Team RadioShack             | 635   | Horner (226), Brajkovič (174), Armstrong (85), Zubeldia (80), Klöden (70)           |
| 12      | Cervélo TestTeam            | 618   | Hushovd (173), Tondo (171), Sastre (164), Hammond (90), Wyss (20)                   |
| 13      | Euskaltel–Euskadi           | 605   | Sánchez (311), Antón (132), Intxausti (82), Nieve (72), Fernández (8)               |
| 14      | Lampre-Farnese Vini         | 535   | Petacchi (182), Špilak (108), Bole (107), Cunego (106), Gavazzi (32)                |
| 15      | Team Sky                    | 435   | Boasson Hagen (228), Henderson (103), Flecha (71), Wiggins (18), Thomas (15)        |
| 16      | Quick-Step Alpha Vinyl Team | 325   | Boonen (216), Chavanel (40), Barredo (26), Weylandt (23), Pineau (20)               |
| 17      | GW Erco Shimano             | 323   | Scarponi (283), Ginanni (30), Bertogliati (8), Bertagnolli (2)                      |
| 18      | AG2R La Mondiale            | 267   | Roche (154), Riblon (51), Gadret (34), Hinault (18), Bouet (10)                     |
| 19      | Bbox Bouygues Telecom       | 231   | Voeckler (121), Vogondy (46), Rolland (24), Fédrigo (20), Tschopp (20)              |
| 20      | Cofidis                     | 227   | Taaramäe (111), Duque (54), Moncoutié (38), Monier (16), Dumoulin (8)               |

- 32 equips van puntuar.

| Pos. | Codi UCI | Equip                         | Punts |
| ---- | -------- | ----------------------------- | ----- |
| 1    | SAX      | Team Saxo Bank                | 1055  |
| 2    | LIQ      | Liquigas-Doimo                | 1006  |
| 3    | RAB      | Rabobank                      | 946   |
| 4    | KAT      | Team Katusha                  | 910   |
| 5    | THR      | HTC-Columbia                  | 855   |
| 6    | GRM      | Garmin-Transitions            | 849   |
| 7    | OLO      | Omega Pharma-Lotto            | 724   |
| 8    | AST      | Team Astana                   | 768   |
| 9    | GCE      | Caisse d'Epargne              | 721   |
| 10   | BMC      | BMC Racing Team               | 661   |
| 11   | RSH      | Team RadioShack               | 635   |
| 12   | CTT      | Cervélo TestTeam              | 618   |
| 13   | EUS      | Euskaltel-Euskadi             | 605   |
| 14   | LAM      | Lampre-Farnese Vini           | 525   |
| 15   | SKY      | Sky Professional Cycling Team | 425   |
| 16   | QST      | Quick Step                    | 325   |

| Pos. | Codi UCI | Equip                               | Punts |
| ---- | -------- | ----------------------------------- | ----- |
| 17   | AND      | Androni Giocattoli-Serramenti       | 323   |
| 18   | ALM      | Ag2r-La Mondiale                    | 267   |
| 19   | BTL      | Bbox Bouygues Telecom               | 231   |
| 20   | COF      | Cofidis, le Crédit en Ligne         | 227   |
| 21   | XAC      | Xacobeo Galicia                     | 198   |
| 22   | FDJ      | FDJ                                 | 175   |
| 23   | ASA      | Acqua & Sapone-D'Angelo & Antenucci | 134   |
| 24   | VAC      | Vacansoleil Pro Cycling Team        | 130   |
| 25   | COG      | Colnago-CSF Inox                    | 119   |
| 26   | MRM      | Team Milram                         | 118   |
| 27   | SAU      | Saur-Sojasun                        | 63    |
| 28   | TSV      | Topsport Vlaanderen-Mercator        | 63    |
| 29   | FOT      | Footon-Servetto                     | 43    |
| 30   | LAN      | Landbouwkrediet                     | 40    |
| 31   | SKS      | Skil-Shimano                        | 16    |
| 32   | ACA      | Andalucia-Cajasur                   | 1     |

### Països
La classificació per països està calcula a partir de la suma dels cinc millors ciclistes de cada país a la classificació individual.
| Posició | País            | Punts | 5 millor ciclistes                                                                  |
| ------- | --------------- | ----- | ----------------------------------------------------------------------------------- |
| 1       | Espanya         | 1716  | Rodríguez (561), L. L. Sánchez (413), S. Sánchez (311), Contador (260), Tondo (171) |
| 2       | Itàlia          | 1201  | Nibali (390), Scarponi (283), Basso (206), Petacchi (182), Pinotti (140)            |
| 3       | Bèlgica         | 992   | Gilbert (437), Boonen (216), Van Den Broeck (179), Leukemans (100), Vanmarcke (60)  |
| 4       | Austràlia       | 850   | Evans (390), Porte (133), Rogers (113), Goss (109), McEwen (105)                    |
| 5       | Estats Units    | 773   | Farrar (306), Horner (226), Armstrong (85), Hincapie (80), van Garderen (76)        |
| 6       | Països Baixos   | 653   | Gesink (379), Mollema (104), Moerenhout (87), Boom (48), Tjallingii (35)            |
| 7       | Alemanya        | 551   | Greipel (211), Martin (179), Klöden (70), Voigt (62), Hondo (29)                    |
| 8       | Luxemburg       | 538   | A. Schleck (308), F. Schleck (230)                                                  |
| 9       | Rússia          | 483   | Menchov (251), Karpets (102), Kolobnev (82), Vorgànov (30), Petrov (18)             |
| 10      | Noruega         | 441   | Boasson Hagen (228), Hushovd (173), Kristoff (40)                                   |
| 11      | Suïssa          | 422   | Cancellara (254), Albasini (67), Morabito (61), Tschopp (20), Wyss (20)             |
| 12      | Kazakhstan      | 410   | Vinokúrov (287), Iglinski (117), Kàixetxkin (6)                                     |
| 13      | Eslovènia       | 390   | Brajkovič (174), Špilak (108), Bole (107), Božič (1)                                |
| 13      | França          | 386   | Voeckler (121), Péraud (80), Casar (73), Coppel (61), Riblon (51)                   |
| 15      | Canadà          | 373   | Hesjedal (317), Tuft (56)                                                           |
| 16      | Regne Unit      | 331   | Cavendish (198), Hammond (90), Wiggins (18), Thomas (15), Millar (10)               |
| 17      | Irlanda         | 258   | Roche (152), Martin (106)                                                           |
| 18      | Eslovàquia      | 242   | P Velits (127), Sagan (111), M Velits (4)                                           |
| 19      | República Txeca | 206   | Kreuziger (206)                                                                     |
| 20      | Dinamarca       | 165   | Fuglsang (130), Breschel (16), Sørensen (16), Rasmussen (3)                         |

- Ciclistes de 34 països han aconseguit puntuar.

## Evolució del liderat
| Prova (Vencedor)                                | Individual         | Equip                 | País      |
| ----------------------------------------------- | ------------------ | --------------------- | --------- |
| Tour Down Under (André Greipel)                 | André Greipel      | Team HTC-Columbia     | Austràlia |
| París–Niça (Alberto Contador)                   | Luis León Sánchez  | Caisse d'Epargne      | Espanya   |
| Tirrena-Adriàtica (Stefano Garzelli)            | Luis León Sánchez  | Caisse d'Epargne      | Espanya   |
| Milà-Sanremo (Óscar Freire)                     | Luis León Sánchez  | Caisse d'Epargne      | Espanya   |
| Volta a Catalunya (Joaquim Rodríguez)           | Luis León Sánchez  | Caisse d'Epargne      | Espanya   |
| Gant-Wevelgem (Bernhard Eisel)                  | Luis León Sánchez  | Caisse d'Epargne      | Espanya   |
| Tour de Flandes (Fabian Cancellara)             | Luis León Sánchez  | Caisse d'Epargne      | Espanya   |
| Volta al País Basc (Chris Horner)               | Luis León Sánchez  | Caisse d'Epargne      | Espanya   |
| París–Roubaix (Fabian Cancellara)               | Luis León Sánchez  | Caisse d'Epargne      | Espanya   |
| Amstel Gold Race (Philippe Gilbert)             | Luis León Sánchez  | Caisse d'Epargne      | Espanya   |
| Fletxa Valona (Cadel Evans)                     | Joaquim Rodríguez  | Caisse d'Epargne      | Espanya   |
| Lieja-Bastogne-Lieja (Aleksandr Vinokúrov)      | Philippe Gilbert   | Caisse d'Epargne      | Espanya   |
| Tour de Romandia (Alejandro Valverde)           | Alejandro Valverde | Caisse d'Epargne      | Espanya   |
| Giro d'Itàlia (Ivan Basso)                      | Alejandro Valverde | Caisse d'Epargne      | Espanya   |
| Eliminació dels resultats de Valverde           | Cadel Evans        | Team Katusha          | Espanya   |
| Critèrium del Dauphiné Libéré (Janez Brajkovič) | Cadel Evans        | Astana Qazaqstan Team | Espanya   |
| Volta a Suïssa (Fränk Schleck)                  | Cadel Evans        | Astana Qazaqstan Team | Espanya   |
| Tour de França (Alberto Contador)               | Alberto Contador   | Astana Qazaqstan Team | Espanya   |
| Clàssica de Sant Sebastià (Luis León Sánchez)   | Alberto Contador   | Astana Qazaqstan Team | Espanya   |
| Volta a Polònia (Daniel Martin)                 | Alberto Contador   | Astana Qazaqstan Team | Espanya   |
| Vattenfall Cyclassics (Tyler Farrar)            | Alberto Contador   | Astana Qazaqstan Team | Espanya   |
| GP Ouest France-Plouay (Matthew Goss)           | Alberto Contador   | Astana Qazaqstan Team | Espanya   |
| Tour del Benelux (Tony Martin)                  | Alberto Contador   | Astana Qazaqstan Team | Espanya   |
| GP de Quebec (Thomas Voeckler)                  | Alberto Contador   | Astana Qazaqstan Team | Espanya   |
| GP de Mont-real (Robert Gesink)                 | Alberto Contador   | Astana Qazaqstan Team | Espanya   |
| Volta a Espanya (Vincenzo Nibali)               | Joaquim Rodríguez  | Astana Qazaqstan Team | Espanya   |
| Giro de Llombardia (Philippe Gilbert)           | Joaquim Rodríguez  | Team Saxo Bank        | Espanya   |